# 孔沙尔
孔沙尔是巴西圣保罗州的一个市镇。总面积183.826平方公里，总人口24485人，人口密度133.2人/平方公里。